# Andre Johnson
Andre Lamont Johnson (geboren am 11. Juli 1981 in Miami, Florida) ist ein ehemaliger US-amerikanischer American-Football-Spieler auf der Position des Wide Receivers. Er spielte College Football für die University of Miami und war vierzehn Jahre lang in der National Football League (NFL) aktiv. Den Großteil seiner Karriere spielte Johnson für die Houston Texans, zudem stand er bei den Indianapolis Colts und den Tennessee Titans unter Vertrag. Er wurde siebenmal in den Pro Bowl sowie viermal in das All-Pro-Team gewählt.

## Karriere

### Frühe Jahre und College
Johnson besuchte die Miami Senior High School in seiner Heimatstadt Miami, Florida, und spielte für das dortige Highschoolfootballteam. Ab 1999 ging er auf die University of Miami, um College Football für die Miami Hurricanes zu spielen. Nach einem Redshirtjahr fing er in der Saison 2000 drei Pässe für 57 Yards und wurde als Kick Returner eingesetzt. In der Saison 2001 nahm er eine deutlich größere Rolle in der Offense der Hurricanes ein und konnte 44 Pässe für 881 Yards fangen und erzielte dabei zehn Touchdowns. Beim 37:14-Sieg über die Nebraska Cornhuskers im Rose Bowl, der in diesem Jahr als BCS National Championship Game das Spiel um die nationale College-Football-Meisterschaft war, gelangen ihm bei sieben gefangenen Pässen 199 Yards Raumgewinn und zwei Touchdowns. Zusammen mit Quarterback Ken Dorsey wurde Johnson als Most Valuable Player (MVP) ausgezeichnet. In der Saison 2002 fing Johnson 52 Pässe für 1092 Yards und neun Touchdowns, womit er als zweiter Wide Receiver in der Geschichte der Hurricanes über 1000 Yards Raumgewinn in einer Saison erzielte. Zudem war Johnson für das Leichtathletik-Team der Hurricanes aktiv und gewann 2002 die Indoor-Meisterschaften über 60 Yards sowie die Outdoor-Meisterschaften im 100-Meter-Lauf in der Big East Conference.
Im Jahr 2014 wurde Johnson in die University of Miami Sports Hall of Fame aufgenommen.

### NFL
Johnson wurde im NFL Draft 2003 an dritter Stelle von den Houston Texans ausgewählt. Mit den Texans einigte er sich auf einen Sechsjahresvertrag im Wert von 39 Millionen US-Dollar. Als Rookie kam Johnson in allen 16 Spielen als Starter zum Einsatz und fing 66 Pässe für 976 Yards und vier Touchdowns. Er wurde zweimal als NFL Rookie of the Week ausgezeichnet. In seiner zweiten NFL-Saison erzielte Johnson mit 79 gefangenen Pässen 1142 Yards Raumgewinn, was ihm seine erste Nominierung für den Pro Bowl einbrachte. Zudem wurde er von den Texans als MVP des Teams ausgezeichnet. Wegen einer Wadenverletzung verpasste Johnson in der Saison 2005 drei Partien. Mit 63 Catches für 688 Yards und zwei Touchdowns spielte er eine seiner schwächsten Saisons in Houston, wofür er später Motivationsprobleme als Grund angab, da die Texans – als 2002 in die Liga aufgenommenes Expansion Team zu dieser Zeit eines der schwächsten Teams der Liga – in diesem Jahr lediglich zwei Partien gewannen und 14 Niederlagen einstecken mussten. Die Saison 2006 verlief wesentlich erfolgreicher für Johnson, mit 103 gefangenen Pässen – in dieser Saison Höchstwert in der NFL – für 1147 Yards und fünf Touchdowns wurde er zum zweiten Mal in den Pro Bowl gewählt.
Vor der Saison 2007 verlängerte Johnson seinen Vertrag in Houston für 60 Millionen US-Dollar um sechs Jahre bis 2014. Am 2. Spieltag der Saison 2007 zog Johnson sich gegen die Carolina Panthers eine Knieverletzung zu, wegen der er die folgenden sieben Partien verpasste. Dennoch stellte er in dieser Saison mit acht gefangenen Touchdownpässen den Bestwert in seinem Team auf, mit 60 gefangenen Pässen erzielte er 851 Yards Raumgewinn. Aufgrund jener Knieverletzung verpasste er auch den ersten Teil der Saisonvorbereitung im Mai 2008. Dennoch spielte Johnson 2008 eine herausragende Saison, mit 115 gefangenen Pässen und 1575 Yards Raumgewinn führte er die NFL in beiden Statistiken an, dabei gelangen ihm acht Touchdowns. Er wurde zum dritten Mal in den Pro Bowl sowie erstmals in das First-All-Pro-Team gewählt. Beide Auszeichnungen erhielt er auch im folgenden Jahr, in dem er mit 1569 Yards Raumgewinn zum zweiten Mal in Folge die meisten Receiving-Yards in der NFL erzielte.
Im August 2010 einigte Johnson sich mit den Texans auf eine Verlängerung seines Vertrags um zwei weitere Jahre. Mit der Verlängerung im Wert von 23,5 Millionen US-Dollar, die zudem weitere 15 Millionen US-Dollar an möglichen Bonuszahlungen beinhaltete, stieg er zum bestbezahlten Wide Receiver der Liga auf. In der Saison 2010 musste er drei Partien verletzungsbedingt aussetzen und fing 86 Pässe für 1216 Yards und acht Touchdowns. Im folgenden Jahr fehlte Johnson in neun Partien aufgrund einer Oberschenkelverletzung und verzeichnete daher die niedrigsten statistischen Werte seiner Karriere. Allerdings zog er in seinem neunten Jahr mit Houston erstmals in die Play-offs ein und fing dabei in zwei Spielen 13 Pässe für 201 Yards und einen Touchdown. In der Saison 2012 konnte Johnson wieder alle 16 Partien der Regular Season bestreiten. Er stellte mit 1598 Yards einen neuen Karrierebestwert auf und wurde zum sechsten Mal in den Pro Bowl gewählt. Mit 109 Catches und 1407 Yards sowie fünf Touchdowns erhielte Johnson 2013 seine siebte Einladung zum Pro Bowl. In der Saison 2014 wurde Johnson von DeAndre Hopkins als Nummer-eins-Receiver der Texans abgelöst, er fing 85 Pässe für 936 Yards. Nachdem Johnson erfahren hatte, dass er in der Saison 2015 eine wesentlich geringere Rolle in der Offense spielen sollte, strebte er einen Trade zu einem anderen Team an, was jedoch nicht zustande kam. Daher wurde er als dienstältester Spieler der Texans am 9. März 2015 nach 12 Spielzeiten, in denen er insgesamt 1012 Pässe für 13.597 Yards Raumgewinn fing, entlassen.
Kurz darauf unterschrieb er am 11. März 2015 einen Dreijahresvertrag im Wert von 21 Millionen US-Dollar bei den Indianapolis Colts, einem Divisionsrivalen von Houston. Mit 41 Catches für 503 Yards in 16 Spielen, davon 14 als Starter, konnte er nicht mehr an seine Leistungen bei den Texans anschließen. Im März 2016 entließen die Colts Johnson daher nach einer Saison. Ende Juli 2016 einigte Johnson sich mit den Tennessee Titans auf einen Zweijahresvertrag. Dort spielte er jedoch kaum eine Rolle und fing in acht Partien lediglich neun Pässe für 85 Yards. Am 31. Oktober 2016 gab Johnson während der Saison sein Karriereende bekannt.
Im April 2017 unterschrieb Johnson symbolisch für einen Tag bei den Houston Texans, um offiziell als Spieler der Texans, für die er 169 Spiele in der Regular Season bestritten hatte, zurückzutreten. Mit Houston bestritt er lediglich vier Play-off-Spiele. Den größten Teil seiner Karriere spielte er mit unterdurchschnittlichen Quarterbacks, seine erfolgreichste Zeit in Houston hatte er mit Matt Schaub als Passgeber. Zum Zeitpunkt seines Karriereendes hatte Johnson die elftmeisten gefangenen Pässe und Yards Raumgewinn in der NFL-Geschichte. Im November 2017 wurde er als erster Spieler der Texans in den Ring of Honor aufgenommen.

### NFL-Statistiken
| 2003                               | Houston Texans     | 16  | 16  | 66   | 976    | 14,8 | 46 | 4  |
| 2004                               | Houston Texans     | 16  | 16  | 79   | 1142   | 14,5 | 54 | 6  |
| 2005                               | Houston Texans     | 13  | 13  | 63   | 688    | 10,9 | 53 | 2  |
| 2006                               | Houston Texans     | 16  | 16  | 103  | 1147   | 11,1 | 53 | 5  |
| 2007                               | Houston Texans     | 9   | 9   | 60   | 851    | 14,2 | 77 | 8  |
| 2008                               | Houston Texans     | 16  | 16  | 115  | 1575   | 13,7 | 65 | 8  |
| 2009                               | Houston Texans     | 16  | 16  | 101  | 1569   | 15,5 | 72 | 9  |
| 2010                               | Houston Texans     | 13  | 13  | 86   | 1216   | 14,1 | 60 | 8  |
| 2011                               | Houston Texans     | 7   | 7   | 33   | 492    | 14,9 | 50 | 2  |
| 2012                               | Houston Texans     | 16  | 16  | 112  | 1598   | 14,3 | 60 | 4  |
| 2013                               | Houston Texans     | 16  | 16  | 109  | 1407   | 12,9 | 62 | 5  |
| 2014                               | Houston Texans     | 15  | 15  | 85   | 936    | 11,0 | 35 | 3  |
| 2015                               | Indianapolis Colts | 16  | 14  | 41   | 503    | 12,3 | 35 | 4  |
| 2016                               | Tennessee Titans   | 8   | 4   | 9    | 85     | 9,4  | 20 | 2  |
| Total                              | Total              | 193 | 187 | 1062 | 14.185 | 13,4 | 77 | 70 |
| Quelle: pro-football-reference.com |                    |     |     |      |        |      |    |    |